# Džumber Kvelašvili
Džumber Kvelašvili (* 10. dubna 1992) je gruzínský zápasník–volnostylař.

## Sportovní kariéra
Zápasení se věnoval od 10 let v Gori pod vedením Nugzara Schireliho. V gruzínské volnostylařské reprezentaci se pohyboval od roku 2013 ve váze do 74 kg. O pozici reprezentační jedničky bojoval s Ijakobem Makarašvilim, se kterým v roce 2016 prohrál nominaci na olympijské hry v Riu. Od roku 2018 startuje v neolympijské váze do 79 kg.

## Výsledky
| Olympijské hry     | —  |   |    |     | — |     |     |  |  |  |  |  |  |  |  |  |  |  |  |  |  |
| Mistrovství světa  |    | — | 5. | úč. |   | úč. | —   |  |  |  |  |  |  |  |  |  |  |  |  |  |  |
| Evropské hry       |    |   |    | 3.  |   |     |     |  |  |  |  |  |  |  |  |  |  |  |  |  |  |
| Mistrovství Evropy | —  | — | —  | 3.  | — | —   | úč. |  |  |  |  |  |  |  |  |  |  |  |  |  |  |
| MS juniorů         | 3. |   |    |     |   |     |     |  |  |  |  |  |  |  |  |  |  |  |  |  |  |
| ME juniorů         | 3. |   |    |     |   |     |     |  |  |  |  |  |  |  |  |  |  |  |  |  |  |